# Місаель Родрігес
Місаель Родрігес (ісп. Misael Uziel Rodríguez Olivas, нар. 7 квітня 1994, Чіуауа, Мексика) — мексиканський професійний боксер. Бронзовий призер Олімпійських ігор 2016 року.

## Любительська кар'єра

### Чемпіонат світу 2015
- 1/16 фіналу: Переміг Апхісіта Кананхоккхруе (Таїланд) — 3-0
- 1/8 фіналу: Програв Жанібеку Алімханули (Казахстан) — 0-3

### Олімпійські ігри 2016
- 1/16 фіналу: Переміг Вахіда Абдул-Радха (Ірак) — 3-0
- 1/8 фіналу: Переміг Майкла О'Рейлі (Ірландія) — DSQ
- 1/4 фіналу: Переміг Хуссейна Бакр Абдін Хосама (Єгипет) — 3-0
- 1/2 фіналу: Програв Бектеміру Мелікузієву (Узбекистан) — 0-3

## Професіональна кар'єра
Дебютував на профірингу у квітні 2017 року. Впродовж 2017—2023 років провів 14 переможних боїв.